# Jan Drozdowski
Jan Drozdowski (ur. 1759, zm. 29 grudnia 1810 w Warszawie) – komediopisarz, wolnomularz, pierwszy kancelista Wydziału Edukacji Kancelarii Straży Praw, urzędnik Kancelarii Generalnej Rady Nieustającej.

## Życiorys
Urodził się w województwie krakowskim, lecz nie są znane początki jego edukacji. J. Adamczewski we wspomnieniach pisał o jego nabytych w szkołach gruntownych umiejętnościach. W roku 1779 przybył do Warszawy i zaczął 10-letni okres pracy w kancelarii Rady Nieustającej (aż do jej likwidacji w roku 1789). Pozostał nadal urzędnikiem, obejmując, po uchwaleniu Konstytucji 3 Maja stanowisko sekretarza w Straży Praw. Bardzo często grywał w karty, nie stroniąc od gry na monetę (za pieniądze). W tym okresie był członkiem wolnomularskiej loży Świątynia Izis.

## Twórczość
Autor komedii Literat z biedy... (1784), Umizgi dla przysługi... (1788) i Bigos hultajski, czyli szkoła trzpiotów... (1801). Idąc za wzorem Francji i naśladując głównie przykład Zabłockiego, nie wykazał Drozdowski daru tworzenia komicznych sytuacji, ani zdolności kompozycyjnych, wyróżniał się natomiast gładkim wierszem, a niekiedy i dowcipem słownym. Tłumaczył też Meropę Voltaire’a.

### Ważniejsze dzieła
- Literat z biedy. Komedia w 4 aktach... przez aktorów narodowych nadwornych Jego Królewskiej Mości na teatrze warszawskim i grodzieńskim reprezentowana, wyst. 5 grudnia 1784, wyd. Warszawa 1786 (z wierszem: Do przyjaciela poety)[3], rękopis znajdował się w Bibliotece Teatralnej Warszawskiej, sygn. 83.
- Umizgi dla przysługi. Komedia we 3 aktach... przez aktorów narodowych nadwornych J. K. Mci na teatrze warszawskim reprezentowana, wyst. 24 marca 1788, wyd. Warszawa 1788[4]; wyd. następne: oprac. Z. Wołoszyńska, w: „Komedia obyczajowa warszawska”, t. 2, Warszawa 1960, Teatr Polskiego Oświecenia.
- Do Najjaśniejszego Pana Stanisława Augusta... przy rocznicy imienin dnia 8 maja roku 1791 (wiersz), brak miejsca i roku wydania.
- Oda do sławnych polskich poetów dnia 7 września roku 1791 (wiersz), brak miejsca i roku wydania.
- Na dzień Trzeci Maja roku 1792 (wiersz), brak miejsca i roku wydania.
- Wdzięczność dla pana, czyli wesele wiejskie. Opera w 3 aktach z muzyką J. Stefaniego, wyst. Warszawa 24 lipca 1796; fragmenty wyd. w: Piosnki i arie z różnych operów i komedii zebrane, Warszawa 1801; Śpiewy i arie teatralne i światowe..., Warszawa 1816; rękopis: Pan dobry ojcem poddanych, czyli krakowskie wesele. Opera w 3 aktach przez F. Bohomolca(!) – znajdował się w Bibliotece Zamoyskich, sygn. 797; zniszczony w roku 1944; (w roku 1798 operę tę grano w 2-aktowej przeróbce: Przyjazd Pana, czyli wesele wiejskie; rękopis znajdował się w Bibliotece Teatru Warszawskiego, sygn. 674; inne tytuły opery: Wdzięczni poddani panu; Wesele krakowskie – wyst. Kraków 1826, z muzyką J. Wygrzywalskiego).
- Diabeł alchimista, czyli sposób robienia złota. Operetka z muzyką A. Wejnerta, wyst. Warszawa 1797 (według Bernackiego oparta na operetce A.G. Meissnera Der Liebesteufel, oder der Alchymist – wzorowanej na komedii M.A. Le Granda L’Amour diable).
- Scytowie. Tragedia heroiczna w 5 aktach, wyst. Warszawa 1799 (według Voltaire; autorstwo niepewne; Bernacki podaje jako tłumacza Zaborowskiego).
- Bigos hultajski, czyli szkoła trzpiotów. Komedia we 2 aktach, oryginalnie wierszem napisana, wyst. Warszawa 9 maja 1801, wyd. Warszawa 1801 i Kraków 1803[5]; wyd. następne: oprac. Z. Wołoszyńska, w: „Komedia obyczajowa warszawska”, t. 2, Warszawa 1960, Teatr Polskiego Oświecenia; rękopis: Biblioteka Jagiellońska, sygn. 2975; Estreicher (XV, 328) ustala błędnie datę powstania komedii na rok 1788.
- Dwie siostry z Pragi. Opera komiczna w 2 aktach z muzyką W. Müllera, wyst. Warszawa 4 marca 1803, fragmenty wyd. w zbiorze: Śpiewy i arie teatralne i światowe..., Warszawa 1816; (według J. Perinet: Die Schwestern von Prag).
- Meropa. Tragedia w 5 aktach, Warszawa 1803, wyst. Warszawa 7 lutego 1806 – wznowienie (według Voltaire: Mérope).
- Tajemnica. Opera w 1 akcie z muzyką A. Salieri, wyst. Warszawa 19 kwietnia 1805 (według F.B. Hoffman: Le Secret).
- Orestes. Tragedia w 5 aktach wierszem tłumaczona, wyst. Warszawa 13 maja 1807 (według Voltaire: Oreste).
- Szewc i krawcówna. Opera w 1 akcie z muzyką J. Elsnera, wyst. Warszawa 11 marca 1808; arię szewca ogł. L. A. Dmuszewski, A. Żółkowski: Dykcjonarzyk teatralny z dodatkiem pieśni..., Poznań 1808; przedr. w zbiorze: Śpiewy i arie teatralne i światowe..., Warszawa 1816[6].
- Żona po drodze. Opera w 1 akcie (według E. Szwankowskiego; według K. Michałowskiego i A. Papierzowej: melodramat w 3 aktach), z muzyką J. Elsnera, wyst. Warszawa 28 października 1808; fragmenty ogł. w: „Piosnki Kurdesza”, Gazeta Warszawska 1808, nr 87.

### Wiersze w zbiorach rękopiśmiennych
Wiersze Drozdowskiego znajdują się w różnorodnych zbiorach rękopiśmiennych. Kilka z nich wydano w 2 zbiorach:
- J. Horoszkiewicz: Echa minionych lat, t. 1-2, Lwów 1889 (tu: „Pożegnanie wojskowych” 1807, inc.: „Marsz, marsz, ziomkowie kamraci...”, muzyka J. Elsnera)
- J. Kott: Poezja polskiego Oświecenia. Antologia, Warszawa 1954; wyd. 2 Warszawa 1956 (tu: „Goły do gołego”).

Ponadto J. W. Gomulicki wymienia wiersz Drozdowskiego Na śmierć Kownackiego w pojedynku z Wodzińskim (inc.: „Pójdę na pole, gdzie ręka złośnicza...”).